# أفرو 641 كومودور
أفرو 641 كومودور (بالإنجليزية: Avro 641 Commodore) هي طائرة للاستخدام الخاصن ذات السطحين بمحرك واحد ومقصورة. أنتجت في المملكة المتحدة. من صناعة أفرو. كان أول طيران لها في 1934. دخلت الخدمة في 24 مايو 1934، انتهت خدمتها في 1942.

## المستخدمون
مصر
- القوات الجوية المصرية

 المملكة المتحدة
- النقل الجوي المساعد
- سلاح الجو الملكي